# Света Матрона Хиоска (Пилкати)
Вижте пояснителната страница за други значения на Света Матрона.
„Света Матрона“ (на гръцки: Αγίας Ματρώνας) е възрожденска православна църква в костурското село Пилкати (Монопило), Егейска Македония, Гърция. Храмът е част от Костурската епархия.
Красивата каменна църква е построена в 1873 година според надписите с каменни релефи над прозореца и над входа. Каменната триетажна камбанария е построена в 1903 година заедно с тази на „Успение Богородично“ в Яновени. Църквата е празнувала на 2 май и на 9 ноември. В края на Гражданската война в 1949 година селото е бомбардирано и църквата пострадва. След изоставянето на селото по време на Гражданската война, в църквата отсядат овчари, които предизвикват пожар, в който изгаря интериора, включително и ценният иконостас, датиращ от времето на строежа. Ценностите в храма също изчезват – мощехранителница от около 1600 г. и кивот на Свети Алексий, украсен със 7 – 8 kg сребро. Спасен е резбованият парапет на балкона и няколко икони. В 1980 година храмът е възстановен със съдействено на пеликатци емигранти в САЩ и Австралия. Църквата празнува в средата на август.